# Comiquiz
Comiquiz är en nordisk, årligen återkommande lagtävling i kunskap (frågesport) om tecknade serier. Tävlingen grundades inom ramen för aktiviteterna inom Norsk Tegneserieforum. Sedan 1986 har lag från flera olika länder medverkat vid varje tävling, och Comiquiz har mer eller mindre kommit att utvecklas till ett inofficiellt lag-NM i seriekunskap. Vinnande lag erbjuds oftast att arrangera den närmast kommande upplagan av tävlingen.
Regerande mästare är NAFS(k), sedan man vunnit 2024 års upplaga.

## Tävlingsformat
Tävlingen arrangeras vid en offentligt utlyst tävlingskväll, ofta en onsdag i november. De anmälda lagen får sig tillsänt ett förseglat tävlingsformulär med frågor i olika kombinationer av text och bild.
Formuläret har tidigare varit skrivet på något skandinaviskt språk, ibland kompletterat med engelska/finska. 2013 var första året då formuläret endast producerades på engelska, en modell som senare blivit standard.
Alla hjälpmedel är tillåtna, inklusive olika sorters referenslitteratur, Internet och att kontakta utomstående – så länge man håller sig inom den deklarerade tävlingstiden (90 eller 120 minuter) och inte samarbetar lagen sinsemellan. Varje lag får i regel en specifik starttid och sluttid samt ett telefonnummer för att därefter ringa in svaren. Tävlingssekretariatet sammanställer svaren och utfärdar därefter en resultatlista. Resultatlistan samt facit meddelas ofta de deltagande lagen sent samma kväll.
Vinnarens pris är framför allt äran. Vissa år har mer konkreta pris i form av serier delats ut till vinnare eller medaljörer samt diplom till deltagande lag.[källa behövs]

## Historik
De första åren deltog nästan enbart norska lag, många knutna till lokalföreningar inom Norsk Tegneserieforum. Det första icke-norska laget var Göteborgs Seriefrämjande, som sedan 1986 medverkat i alla tävlingsupplagor utom 1993, 1999 och 2013 då man istället stod som arrangör. 1992 deltog för första gången ett lag från Danmark (Lag Kronborg) och 1993 ett från Finland (Turun sarjakuvakerho – Åbo Serieklubb). Vid de totalt 34 tävlingsupplagorna (fram till 2019) har svenska lag deltagit vid 33 tillfällen, norska lag vid 30, lag från Danmark vid 27 tillfällen och lag från Finland vid 19.
1989 vann ett icke-norskt lag för första gången tävlingen, denna gång Seriefrämjandet Skåne. Därefter har vinsterna oftast hamnat hos svenska lag. Till och med 2019 har norska lag vunnit sex gånger (tre gånger av Oslo-lag), danska lag fyra gånger (tre gånger av Århus-lag) och svenska lag 21 gånger (13 gånger Skåne, sju gånger Stockholm och en gång Uppsala). 2014 vann för första gången ett finskt lag (Team TurSaKe från Åbo, se ovan), och även de kommande två åren segrade lag från Finland.
Tävlingen har målsättningen att vara en årlig nordisk lagtävling i seriekunskap. Vissa år har dock ingen tävling genomförts, på grund av tidsskäl eller tekniska orsaker. Således uppsköts 1995 års tävling från den ordinarie tävlingsperioden i oktober/november till januari året därpå; 1996 kom därför att se två upplagor av tävlingen. Även 2000, 2001 och 2005 års upplagor uppsköts till nästkommande februari. Efter ett tävlingsuppehåll hösten 2006 har Comiquiz därefter arrangerats årligen, på ordinarie tid.

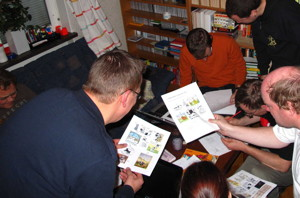
Göteborgs Seriefrämjandes lag under 2010 års Comiquiz.

### Utveckling
Comiquiz har med åren utvecklats på flera sätt. Både antalet deltagande lag och nationer har ökat, och från och med 1993 har lag från tre eller fyra nationer deltagit varje gång. Omfattningen på frågeformuläret har likaså utvecklats; 1986 var det på fem sidor, 2011 på 46. Även variationen på frågeställningarna och deras utförande har utvecklats. 1994 ingick bland annat frågor på medsänt ljudband (med prov på olika sorters musik med serieanknytning) i tävlingen.
Tävlingsreglerna säger generöst att "Alla hjälpmedel är tillåtna, även fackböcker och liknande." Denna praxis utformades i början av tävlingens historia, då bland annat endast lag från Norge deltog och ingen hade tillgång till Internet. Parallellt med frågeformulärets ökade komplexitet har även storleken på det vinnande laget ökat, från 1986 års tre deltagare i Ny dimension och de åtta deltagarna i 1989 års segrande Seriefrämjandet Skåne till 1999 års 12-mannalag (Seriefrämjandet Skåne) och 2011 års vinnare (åtta män och två kvinnor i Stockholmslaget). Dessutom har mängden bildfrågor successivt ökats, för att mer rättvist avspegla deltagarnas kunskaper och motverka internetålderns ökade möjligheter att textsöka okänd information.
2011 testade arrangörerna att låta alla lagen mejla in svaren (efter en gemensam tävlingstid på 120 minuter). 2012 återgick man till inringda svar per telefon men testade att förlägga det här helkvällsevenemanget till en lördag (24 november). Även 2013 och 2014 gick tävlingen av stapeln en lördag i november.
2014 års arrangörer valde att låta lagen ge sina svar genom Google Docs-formulär. Därigenom kunde alla lagmedlemmarna skriva in svar parallellt, i olika delar av lagets svarsformulär. Formulären gjordes tillgängliga för skrivning under en föranmäld tvåtimmarsperiod, varefter rättningen av svaren gjordes. 2015 års tävling nyttjade ett Google Forms-baserat formulär, som bara var öppet för skrivning av ett lag i taget. På senare år har man även testat andra Internet-gränssnitt för inrapportering av svar, och 2021 nyttjades Google Meet och Kahoot. Tävlingstiden 2021 var tre timmar.
Inledningsvis författades tävlingen på något nordiskt språk (svenska, norska eller danska). På senare år har arrangörerna istället valt att presentera och administrera tävlingen på engelska.

## Översikt
| År        | Datum       | Arrangör                  | Lag       | Vinnare                     | Noter                                            |
| --------- | ----------- | ------------------------- | --------- | --------------------------- | ------------------------------------------------ |
| 1985      | 28 november | Norsk Tegneserieforum     | 4 (N)     | Oslo Tegneserieforum        |                                                  |
| 1986      | 26 november | Sarpsborg Tegneserieklubb | 8 (NS)    | Ny dimension                | Första året med svenskt deltagande.              |
| 1987      | 28 oktober  | Norsk Tegneserieforum     | 8 (NS)    | Tegn                        |                                                  |
| 1988      | 26 oktober  | Norsk Tegneserieforum     | 17 (NS)   | Oscar III                   |                                                  |
| 1989      | 29 november | Norsk Tegneserieforum     | 8 (NS)    | Seriefrämjandet Skåne       |                                                  |
| 1990      | 31 oktober  | Bodø Tegneserieforum      | 13 (NS)   | Norsk Tegneserie index      |                                                  |
| 1991      | 30 oktober  | Norsk Tegneserieforum     | 7 (NS)    | Seriefrämjandet Skåne       |                                                  |
| 1992      | 25 november | Seriefrämjandet Skåne     | 13 (DNS)  | Staffars Serier             | Första året med danskt deltagande.               |
| 1993      | 28 oktober  | Göteborgs Seriefrämjande  | 17 (DFNS) | Staffars Serier             | Första året med finskt deltagande.               |
| 1994      | 16 november | Staffars Serier           | 16 (DNS)  | Seriefrämjandet Uppsala     |                                                  |
| 1996 (I)  | 17 januari  | Seriefrämjandet Skåne     | 17 (DNS)  | Århus Tegneserieloge        |                                                  |
| 1996 (II) | 13 november | Århus Tegneserieloge      | 15 (DNS)  | Gimle                       |                                                  |
| 1997      | 25 november | Gimle                     | 10 (DNS)  | Århus Tegneserieloge        |                                                  |
| 1998      | 25 november | Århus Tegneserieloge      | 15 (DNS)  | Seriefrämjandet Skåne       |                                                  |
| 1999      | 24 november | Göteborgs Seriefrämjande  | 13 (DNS)  | Seriefrämjandet Skåne       |                                                  |
| 2001      | 14 februari | Göran Semb                | 9 (DNS)   | Seriefrämjandet Skåne       |                                                  |
| 2002 (I)  | 7 februari  | Lag Ickey-Vickey          | 13 (DFNS) | Seriefrämjandet Skåne       |                                                  |
| 2002 (II) | 28 november | Raptusfestivalen          | 9 (DFNS)  | Fredrikstad Tegneserieforum |                                                  |
| 2003      | 19 november | Østfold Tegneserieforum   | 8 (DFNS)  | Seriefrämjandet Skåne       |                                                  |
| 2004      | 25 november | Seriefrämjandet Stockholm | 8 (DFNS)  | Seriefrämjandet Skåne       |                                                  |
| 2006      | 1 februari  | Seriefrämjandet Skåne     | 9 (DFNS)  | Seriefrämjandet Stockholm   |                                                  |
| 2007      | 10 oktober  | Seriefrämjandet Stockholm | 13 (DFNS) | Serieteket                  |                                                  |
| 2008      | 8 oktober   | Serieteket                | 7 (DFS)   | Seriefrämjandet Skåne       |                                                  |
| 2009      | 18 november | Team Träskalle            | 11 (DFS)  | Seriefrämjandet Stockholm   |                                                  |
| 2010      | 10 november | Seriefrämjandet Stockholm | 9 (DFNS)  | Seriefrämjandet Skåne       |                                                  |
| 2011      | 9 november  | Seriefrämjandet Skåne     | 10 (DFNS) | Stockholmslaget             |                                                  |
| 2012      | 24 november | Stockholmslaget           | 11 (DFNS) | Seriefrämjandet Skåne       |                                                  |
| 2013      | 9 november  | Göteborgs Seriefrämjande  | 13 (DFNS) | Stockholmslaget             | [ 5 ]                                            |
| 2014      | 22 november | Raptusfestivalen          | 9 (DFS)   | Team TurSaKe                |                                                  |
| 2015      | 21 november | Team TurSaKe              | 9 (DFS)   | Team Träskalle              |                                                  |
| 2016      | 10 december | Team Träskalle            | 9 (DFNS)  | Team TurSaKe                |                                                  |
| 2017      | 9 december  | Team TurSaKe              | 8 (DFNS)  | Seriefrämjandet Skåne       |                                                  |
| 2018      | 15 november | Seriefrämjandet Skåne     | 5 (DFNS)  | Århus Tegneserieloge        | 5 deltagande lag, det lägsta antalet sedan 1985. |
| 2019      | 26 oktober  | Århus Tegneserieloge      | 9 (DFNS)  | Seriefrämjandet Skåne       | Vinnande SeF Skåne var ett 13-mannalag.          |
| 2020      | 14 november | Raptusfestivalen          | 7 (DNS)   | Seriefrämjandet Skåne       |                                                  |
| 2021      | 27 november | Seriefrämjandet Skåne     | 9 (DFNS)  | SeriX Bergen                | Arrangerades med hjälp av Kahoot.                |
| 2022      | 13 november | SeriX Bergen              | 4 (DS)    | Stockholmslaget             | Del av festivalen Bergen Tekst & Tegning.        |
| 2023      | 18 november | Stockholmslaget           | 5 (DFS)   | Seriefrämjandet Skåne       |                                                  |
| 2024      | 23 november | Seriefrämjandet Skåne     | 6 (DFS)   | NAFS(k)                     |                                                  |

Not. DFNS i lagkolumnen står för vilka länder (Danmark, Finland, Norge, Sverige) deltagande lag kommer från.

### Mesta vinnare
Följande tabell visar antal gånger respektive lag har blivit Comiquiz-vinnare.
| Titlar | Lag |
| ------ | --- |
| 14     | Seriefrämjandet Skåne |
| 3      | Staffars Serier/Serieteket Stockholmslaget Århus Tegneserieloge |
| 2      | Seriefrämjandet Stockholm Team TurSaKe |
| 1      | Oslo Tegneserieforum Ny dimension Tegn Oscar III Norsk Tegneserie index Seriefrämjandet Uppsala Gimle Fredrikstad Tegneserieforum Team Träskalle SeriX Bergen NAFS[k] |